# Leonsberg (Pilsting)

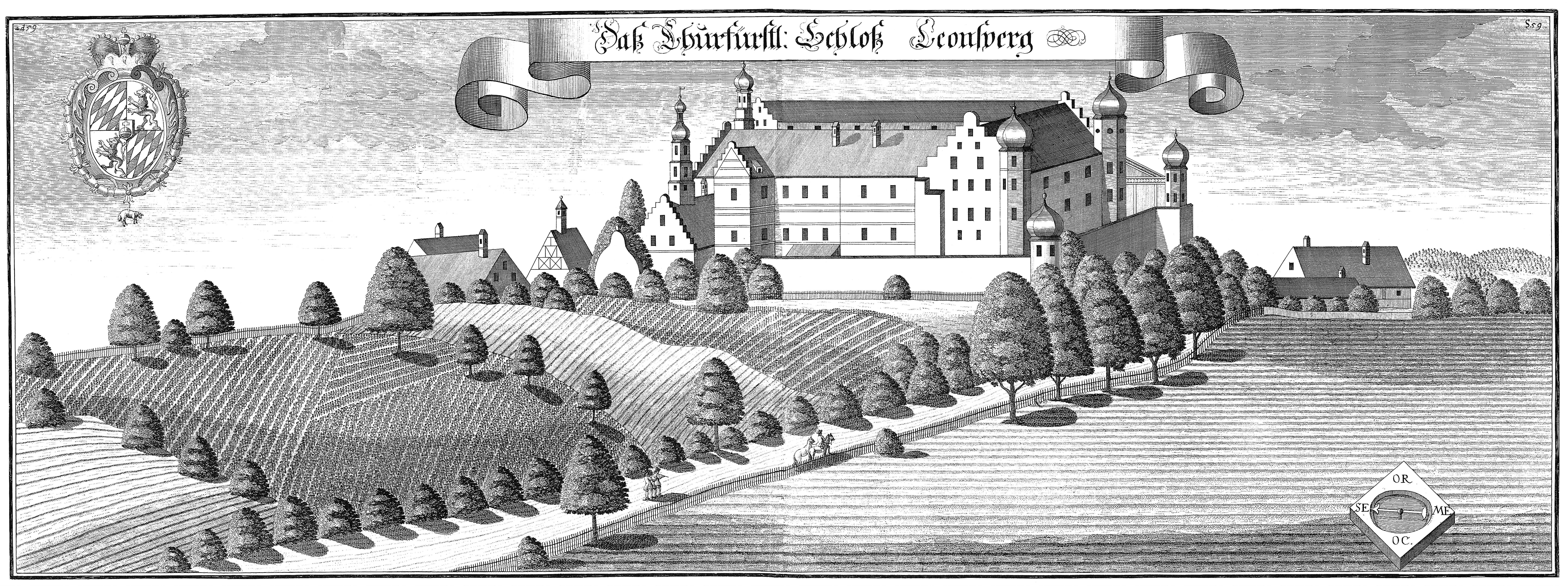
Schloss Leonsberg

Leonsberg ist ein Gemeindeteil des Marktes Pilsting im niederbayerischen Landkreis Dingolfing-Landau.

## Lage
Das Dorf Leonsberg liegt knapp fünf Kilometer westlich des Ortskerns von Pilsting am Rand des Gemeindegebietes und am nördlichen Rand des Tales der Isar. Die benachbarten Orte des Dorfes sind im Uhrzeigersinn von Norden beginnend Wiesen, Großköllnbach, Mammingerschwaigen, Töding und Schönthal.

## Geschichte
Im 11. und 12. Jahrhundert hatten die Herren von Zulling ausgedehnte Besitzungen im Isartal. Nachdem sie im Jahre 1202 ausgestorben waren, übernahmen die aus der Oberpfalz stammenden Altendorfer einen umfangreichen Teil der Erbmasse und machten sich hier als Grafen von Leonsberg sesshaft. Die Grafen von Leonsberg bauten sich im 13. Jahrhundert einen ausgedehnten Herrschaftsbereich auf.
Mit dem Aussterben der Grafen von Leonsberg gelangte die Herrschaft zunächst an die Grafen von Hals, dann an andere Herren. 1437 verkaufte Niklas von Ramsberg den Besitz an Herzog Ernst und seinen Sohn Albrecht III. Die Münchner Herzöge setzten nun Landrichter oder Pfleger im Landgericht Leonsberg ein. Oft hießen diese auch nur Schlosspfleger, da die Gerichtsbarkeit über den alten Herrschaftsbezirk zeitweilig von den Nachbargerichten Landau und Straubing ausgeübt wurde.
Im Landshuter Erbfolgekrieg ging Leonsberg 1504 in Flammen auf. Herzog Ludwig X. ließ 1536/1537 die Festung als Jagdschloss mit den Steinen der Burg Wolfstein neu ausbauen. Vermutlich wurde dabei auch die heutige Kirche an Stelle einer älteren Burgkapelle neu errichtet. Auch nach dem Tod von Ludwig X. blieb Leonsberg das bevorzugte Jagd- und Lustschloss der bayerischen Herzöge. So entstand um 1580 beim Schloss noch ein Jägerhaus, weiter ein Hundestall und ein Hundegarten.
Gegen Ende des Dreißigjährigen Krieges wurde das Schloss von Schweden und Franzosen schwer beschädigt und verfiel von da an wegen mangelnden Bauunterhalts immer mehr. Nach dem großen Brand von 1789 im nahegelegenen Markt Pilsting erhielten die Pilstinger Bürger die Erlaubnis, das schon halb verfallene Schloss abzutragen, um mit dessen Steinen ihre Häuser neu zu errichten. Erhalten blieb die spätgotische Schlosskapelle.
Das auf die Herrschaft der Grafen von Leonsberg zurückreichende Landgericht Leonsberg mit den Ämtern Leiblfing und Großköllnbach wurde am 11. August 1803 zwischen den Landgerichten Straubing und Landau aufgeteilt. Leonsberg gehörte dann zur Gemeinde Großköllnbach und wurde mit ihr im Zuge der Gebietsreform am 1. Mai 1978 ein Teil des Marktes Pilsting.

## Sehenswürdigkeiten
- Katholische Filialkirche Mariä Himmelfahrt. Die ehemalige Schlosskapelle St. Pankratius stammt vom Anfang des 16. Jahrhunderts. Der spätmittelalterliche Turm der Burgruine wurde baulich integriert, vermutlich im Zuge des Schlossumbaus in den Jahren 1536/1537. Die Altäre und das Chorgestühl stammen aus der Spätrenaissance um 1680. Die Renovierung der Kirche ab 1994 dauerte fast drei Jahre.
- Burgruine. Die spätmittelalterlichen Umfassungsmauern der ehemaligen Burg Leonsberg befinden sich westlich der Kirche, in die der ehemalige Burgturm integriert ist.
- Schlossmodell. Anlässlich der 1200-Jahr-Feier von Großköllnbach baute die Dorfgemeinde Leonsberg das Schloss 1990 im Modell nach. Das Modell befindet sich im Kellergewölbe der Schlossgaststätte.

## Einwohnerentwicklung
- 1835: 00 49 Einwohner[3]
- 1860: 00 68 Einwohner[4]
- 1871: 00 68 Einwohner[5]
- 1875: 00 70 Einwohner[6]
- 1885: 00 79 Einwohner[7]
- 1900: 00 83 Einwohner[8]
- 1913: 00 64 Einwohner[9]
- 1925: 0 104 Einwohner[10]
- 1950: 00 88 Einwohner[11]
- 1961: 00 88 Einwohner[12]
- 1970: 00 76 Einwohner[13]
- 1987: 00 64 Einwohner[1]